# Középponti szög

Az szög középponti szög az középpontú körben.

A geometriában egy adott körhöz tartozó középponti szögek azok a szögek, melyeknek a csúcspontja megegyezik a kör középpontjával.
A középponti szögek tulajdonságai:
- Azonos sugarú körökben azonos nagyságú középponti szögekhez ugyanolyan nagyságú ívek tartoznak.
- Ugyanabban a körben, ha a középponti szöget valahányszorosára növeljük, akkor a hozzá tartozó ív is ugyanannyiszorosára nő.
- Adott körben adott ívhez tartozó kerületi szög mindig fele az ívhez tartozó középponti szögnek.

Ha a kör sugara {\displaystyle r}:
| Középponti szög fokban       | Radiánban (ívmérték)                          | Ívhossz                              |
| ---------------------------- | --------------------------------------------- | ------------------------------------ |
| {\displaystyle 360^{\circ }} | {\displaystyle 2\pi \approx 6,28}             | {\displaystyle 2\pi r\,}             |
| {\displaystyle 180^{\circ }} | {\displaystyle \pi \approx 3,14}              | {\displaystyle \pi r\,}              |
| {\displaystyle 60^{\circ }}  | {\displaystyle {\frac {\pi }{3}}\approx 1,05} | {\displaystyle {\frac {\pi r}{3}}\,} |
| {\displaystyle 45^{\circ }}  | {\displaystyle {\frac {\pi }{4}}\approx 0,79} | {\displaystyle {\frac {\pi r}{4}}\,} |